# Toray Arrows (volley-ball féminin)
Pour les articles homonymes, voir Toray Arrows.
Maillots
Toray Arrows est un club japonais de volley-ball fondé en 2000 et basé à Ōtsu, évoluant pour la saison 2017-2018 en V Première Ligue.

## Palmarès
- V Première Ligue
  - Vainqueur : 2008, 2009, 2010, 2012.
  - Finaliste : 2004, 2011, 2013, 2019.
- Tournoi de Kurowashiki
  - Vainqueur : 2002, 2004, 2009, 2010.
  - Finaliste : 2012.
- Coupe de l'impératrice
  - Vainqueur : 2007, 2011.
  - Finaliste : 2010, 2012.
- Championnat AVC des clubs
  - Finaliste : 2012.

## Résultats en Ligue
| Ligue               | Ligue         | Position  | Équipes | Matchs | Gagné | Perdu |
| ------------------- | ------------- | --------- | ------- | ------ | ----- | ----- |
| V.Ligue             | 7e (2000-01)  | 4e        | 10      | 18     | 9     | 9     |
| V.Ligue             | 8e (2001-02)  | 4e        | 9       | 16     | 14    | 2     |
| V.Ligue             | 9e (2002-03)  | 3e        | 8       | 21     | 12    | 9     |
| V.Ligue             | 10e (2003-04) | Finaliste | 10      | 18     | 13    | 5     |
| V.Ligue             | 11e (2004-05) | 8e        | 10      | 27     | 11    | 16    |
| V.Ligue             | 12e (2005-06) | 4e        | 10      | 27     | 20    | 7     |
| V・Première         | 2006-07       | 6e        | 10      | 27     | 11    | 16    |
| V・Première         | 2007-08       | Champion  | 10      | 27     | 23    | 4     |
| V・Première         | 2008-09       | Champion  | 10      | 27     | 20    | 7     |
| V・Première         | 2009-10       | Champion  | 8       | 28     | 21    | 7     |
| V・Première         | 2010-11       | Finaliste | 8       | 26     | 19    | 7     |
| V・Première         | 2011-12       | Champion  | 8       | 21     | 18    | 3     |
| V・Première         | 2012-13       | Finaliste | 8       | 28     | 20    | 8     |
| V・Première         | 2013-14       | 3e        | 8       | 28     | 18    | 10    |
| V・Première         | 2014-15       | 6e        | 8       | 21     | 10    | 11    |
| V・Première         | 2015-16       | 3e        | 8       | 21     | 17    | 4     |
| V・Première         | 2016-17       | 6e        | 8       | 21     | 10    | 11    |
| V・Première         | 2017-18       | 6e        | 8       | 21     | 8     | 13    |
| V・Ligue Division 1 | 2018-19       | Finaliste | 11      | 20     | 13    | 7     |
| V・Ligue Division 1 | 2019-20       | 6e        | 12      | 21     | 14    | 7     |

## Effectifs

### Saison 2020-2021
| No                         | Nom                        | Date de naissance          | Taille                         | Poids                          | Poste                          |
| -------------------------- | -------------------------- | -------------------------- | ------------------------------ | ------------------------------ | ------------------------------ |
| 1                          | Nanami Inoue               | 19 juin 1989               | 179                            | 64                             | Centrale                       |
| 2                          | Kaho Ohno                  | 30 juin 1992               | 182                            | 66                             | Centrale                       |
| 3                          | Nozomi Itoh                | 16 février 1995            | 178                            | 65                             | Centrale                       |
| 4                          | Misaki Shirai              | 30 juillet 1996            | 175                            | 70                             | Passeuse                       |
| 5                          | Shino Nakata               | 15 juillet 1997            | 179                            | 66                             | Réceptionneuse-attaquante      |
| 6                          | Miku Nakashima             | 3 juillet 1998             | 169                            | 63                             | Libero                         |
| 7                          | Jana Matiašovská           | 7 juillet 1987             | 195                            | 76                             | Réceptionneuse-attaquante      |
| 8                          | Erina Ogawa                | 3 juin 1998                | 178                            | 61                             | Centrale                       |
| 9                          | Ai Kurogo                  | 14 juin 1998               | 180                            | 69                             | Réceptionneuse-attaquante      |
| 10                         | Nanami Seki                | 12 juin 1999               | 171                            | 58                             | Passeuse                       |
| 11                         | Rena Mizusugi              | 6 avril 2000               | 165                            | 50                             | Libero                         |
| 12                         | Mayu Ishikawa              | 14 mai 2000                | 173                            | 66                             | Réceptionneuse-attaquante      |
| 13                         | Kanako Noro                | 8 juillet 2000             | 174                            | 65                             | Réceptionneuse-attaquante      |
| 14                         | Kotomi Osaki               | 23 août 2000               | 179                            | 70                             | Centrale                       |
| 15                         | You Sakamoto               | 24 août 2001               | 157                            | 53                             | Passeuse                       |
|                            |                            |                            |                                |                                |                                |
| Encadrement technique      | Encadrement technique      |                            | Légende                        | Légende                        | Légende                        |
| Entraîneur : Akira Koshiya | Entraîneur : Akira Koshiya | Entraîneur : Akira Koshiya | : Capitaine                    | : Capitaine                    | : Capitaine                    |
| Entraîneur(s) adjoint(s) : | Entraîneur(s) adjoint(s) : | Entraîneur(s) adjoint(s) : | : Joueuse blessée actuellement | : Joueuse blessée actuellement | : Joueuse blessée actuellement |